# Szentendre-Insel
Die Szentendre-Insel (ungarisch: Szentendrei-sziget, deutsch: Sankt-Andrä-Insel) ist eine ungarische Donauinsel im Komitat Pest. Sie trennt den schmäleren Donauwestarm vom östlichen Hauptstrom. Die Insel ist Bestandteil des Duna-Ipoly-Nationalparks.
Szentendrei hat eine Länge von 38 Kilometern und eine Fläche von 56 Quadratkilometern. Das nördliche Ende beginnt knapp unterhalb von Visegrád, am Ostende des Donauknies. Die Insel ist ein beliebtes Ausflugs- und Erholungsgebiet der hauptstädtischen Budapester Bevölkerung. Am Westufer des Donauwestarms liegt die Stadt Szentendre (St. Andrä).

## Geschichte
St. Andrä hatte in der Römerzeit strategische Bedeutung, da die Donau als Reichsgrenze zum Limessystem gehörte. Mit dem Ausbau der Wehranlagen in der Spätantike, im Zuge der Errichtung des großen Wallsystems in der ungarischen Tiefebene (Limes Sarmatiae), entstand unter anderem auf den Gemarkungen der Gemeinde Tahitótfalu mit der Schiffslände Tahitótfalu-Balhavár ein Ländeburgus. Weitere ähnliche römische Stützpunkte, wie der zu besichtigende Brückenkopf Szigetmonostor-Horány, mehrere Burgi und eine kleine Garnison (Kleinkastell Kisoroszi) sind bekannt und teilweise ergraben worden.

## Gliederung
Bei Tahitótfalu liegt die einzige Brücke, die vom westlichen Flussufer auf die Insel führt, die Zoltán-Tildy-Brücke. Außerdem ist die Insel jeweils mit einer Fähre von Vác und von Dunabogdány erreichbar. Ein anderer Ortsteil, Tahi, liegt am Ufer der Donau am Fuß des Visegráder Gebirges, das den nordöstlichen Abschluss des Pilisgebirges bildet.
Auf der Insel selbst liegen der Reihe flussabwärts nach folgende Orte und Ortsteile:
- Kisoroszi
- Tahitótfalu
- Pócsmegyer
- Surány
- Szigetmonostor
- Szigetmonostor-Horány